# Oceanijsko prvenstvo u košarci 2003.
Oceanijsko prvenstvo u košarci 2003. bilo je šesnaesto izdanje ovog natjecanja. Igralo se od 1. do 4. rujna u Bendigu, Geelongu i Melbourneu. Pobjednik se kvalificirao na OI 2004.

## Turnir
| 1. momčad   | Ishod   | 2. momčad   |
| ----------- | ------- | ----------- |
| Australija  | 79 : 66 | Novi Zeland |
| Novi Zeland | 76 : 90 | Australija  |
| Australija  | 84 : 75 | Novi Zeland |

| Pobjednici Oceanijskog košarkaškog prvenstva 2003. |
| AUSTRALIJA Četrnaesti naslov                       |